# 前田孝興 (旗本)
前田 孝興（まえだ たかおき、慶安5年（1652年） - 延宝7年1月10日（1679年2月10日））は、江戸時代前期旗本。小川町前田家の祖。前田利意の三男。初名豊昌。通称は内匠、伊織、采女。
寛文12年（1672年）、将軍徳川家綱に拝謁し、書院番士となり、延宝2年（1674年）に蔵米300石を与えられるが、延宝7年（1679年）28歳で没す。墓所は上野国甘楽郡高尾村（現・富岡市）の長学寺。家督は弟の前田孝教（たかたか）が継いだ。
『寛政重修諸家譜』には、前田利意の四男として、孝興の名前が見える。初名豊嘉。通称、蔵人、織部。貞享4年8月11日、29歳で没するとある。